# Víťa Marčík
Víťa Marčík, vlastním jménem Vítězslav Marčík, (* 1. května 1963, Gottwaldov, dnes Zlín) je čelný představitel a zakladatel alternativního divadelního spolku Teátr Víti Marčíka, dnes Divadlo Víti Marčíka, kde působí jako scenárista, herec, režisér a hudebník.
Původním povoláním je elektrikář. V roce 1981 ukončil Učňovskou školu Tesla v Rožnově pod Radhoštěm. Vystudoval také lidovou konzervatoř v Ostravě. V září 1990 se stal členem divadelního souboru českobudějovického Malého divadla. V roce 1992 založil vlastní, dnes rodinné, divadlo.
Je ženatý, s manželkou Evou mají šest dětí. Rodina žije v Drahotěšicích.